# 李靜美
李靜美（1952年2月2日—）本名李美雲，臺灣女演員暨歌手，金鐘獎女配角獎得獎者。

## 生平
1952年2月2日，李靜美生於臺北市。由於其父為臺灣省立交響樂團長笛手，她自幼即雅好音樂。1968年初中畢業後，她登上台視唱歌。次年，歌手林松義網羅她加入自己所成立的「哈哈合唱團」，自此她與林松義、徐風三人同團演出七年。其後因演出機會大減，於是李靜美單飛，到歌廳駐唱，又赴東南亞巡迴演出。
走紅後，李靜美除了歌唱，也主持綜藝節目如曹仁製作的中視《大舞台》等。1970年代，李靜美客串周遊製作的中視單元劇《我的一生》，偶然展開戲劇生涯。1975年，她演出靜江月製作的中視閩南語電視劇《妙爸爸》，劇中她飾演心理醫生，表現不俗；於是被選為中視電視劇《慈母心》的要角。二十來歲的李靜美，在《慈母心》以超齡的演技詮釋了中年母親，從此成為臺灣電視劇中常見的「好媽媽」。除了電視劇，她還在1980年代躍上大螢幕，與當紅影星秦漢、石雋等人共演。
李靜美屢受臺灣各類獎項青睞：音樂方面，她曾灌錄過《滿面春風》等五張唱片，並入圍第六、八、十屆金曲獎最佳方言女演唱人。戲劇方面，她於1993年以《返鄉》入圍金鐘獎戲劇節目女配角獎，又於1999年以《春子與秀緞》入圍同一獎項。2000年，她終以《曉光》一劇獲第35屆金鐘獎戲劇節目女配角獎。
甫出道時，李靜美曾與同團的林松義戀愛。1977年，她曾表示自己正與新加坡華僑陳先生交往。1988年，她未婚生下一子。近年李靜美加入慈濟，擔任志工。2009年莫拉克風災後，她曾南下高屏投入清掃工作。

## 演出作品

### 電影
| 年份 | 片名           | 飾演             | 導演   |
| ---- | -------------- | ---------------- | ------ |
| 1985 | 箭瑛大橋       |                  |        |
| 1986 | 小鎮醫生的愛情 | 醫生娘           | 邱銘誠 |
| 1988 | 白色酢漿草     |                  | 邱銘誠 |
| 1994 | 我的一票選總統 |                  | 邱銘誠 |
| 1995 | 熱帶魚         | 劉母（志強母親） |        |
| 2009 | 愛到底         | 路母             |        |
| 2014 | 到不了的地方   | 古信維           |        |

### 電視劇
| 年份 | 頻道       | 劇名                                   | 飾演                |
| ---- | ---------- | -------------------------------------- | ------------------- |
|      |            | 我的一生                               |                     |
|      |            | 薔薇處處開                             |                     |
| 1972 |            | 紅姑                                   |                     |
| 1972 |            | 母子雁                                 |                     |
| 1975 |            | 妙爸爸                                 |                     |
|      |            | 慈母心                                 |                     |
| 1977 |            | 天倫夢                                 |                     |
| 1977 |            | 母與女                                 |                     |
| 1987 | 中視       | 一串相思鈴                             | 張碧華              |
| 1988 | 中視       | 錦繡劇坊-圓緣                          | 邱秀月              |
| 1989 | 中視       | 星夜的天空                             | 麥母                |
| 1989 | 中視       | 秋風夜雨                               |                     |
| 1989 | 中視       | 鋤頭博士                               | 文卿                |
| 1989 | 中視       | 我兒俊孝                               | 陳老太太            |
| 1990 | 中視       | 她的成長                               | 月如                |
| 1990 | 中視       | 希望之鴿                               | 小泉愛華            |
| 1991 | 中視       | 長官好                                 | 方母                |
| 1991 | 台視       | 菜鳥配鳳凰                             | 福嫂                |
| 1991 | 台視       | 芋仔配蕃薯                             |                     |
| 1992 | 台視       | 人間劇場-返鄉                          |                     |
| 1992 | 中視       | 廈門新娘                               | 趙玉梅              |
| 1993 | 中視       | 花系列-木棉花的春天                    | 葉母                |
| 1994 | 中視       | 青梅竹馬                               | 趙妻                |
| 1995 | 中視       | 你子阮子打咱子                         | 林春綢              |
| 1995 | 公視       | 人生劇展- 春子與秀緞                   | 秀緞                |
| 1996 | 華視       | 阿足                                   | 月娘                |
| 1997 | 中視       | 危險關係                               | 杜母                |
| 1999 | 民視       | 七世夫妻之梁山伯與祝英台               | 院仕夫人            |
| 1999 | 民視       | 乞丐郎君千金女                         | 王夫人              |
| 2000 |            | 曉光                                   |                     |
| 2004 | 公視       | 奔馳的縱貫線                           | 施克清母            |
| 2005 | 華視       | 孤戀花                                 | 姑姑                |
| 2006 | 民視       | 再生緣                                 | 趙逢惜              |
| 2006 | 大愛電視台 | 生命圓舞曲                             | 林杜鳳- 阿鳳 (老年) |
| 2008 | 大愛電視台 | 情緣路                                 | 潘母                |
| 2008 | 大愛電視台 | 長情劇展 真善美回家系列-守在轉角的希望 | 慈濟師姐            |
| 2009 | 大愛電視台 | 蘭心飄芳                               | 邱嬤                |
| 2016 | 大愛電視台 | 家有滿子                               | 滿子的婆婆          |
| 2019 | 公視台語台 | 自由的向望                             | 陳菊之母            |
| 2021 | 大愛電視台 | 一路芬芳                               | 阿嬤                |

## 主持節目
- 中視《萬紫千紅》（1960年代）
- 中視《大舞台》（1970年代，與徐風共同擔任第一代主持人）
- 中視《電腦一二三》（1973年）

## 外部連結
- 李靜美在互联网电影资料库（IMDb）上的資料（英文）（英文）
- 李靜美在香港影庫上的簡介